# Rambo V: Last Blood
Rambo V: Last Blood (también conocida como Rambo: La última misión y Rambo: Last Blood en Hispanoamérica) es una película estadounidense de suspense y acción dirigida por Adrian Grünberg, a partir de un guion de Sylvester Stallone y Matt Cirulnick. Es la quinta y última entrega de la franquicia Rambo, y está protagonizada por Stallone como John Rambo en su última interpretación del personaje. 
Los planes para una quinta película se anunciaron una y otra vez desde 2008 hasta que la producción finalmente comenzó en octubre de 2018, con Grunberg dirigiendo la película. El rodaje comenzó en octubre de 2018 en Bulgaria y España, y se terminó en diciembre de 2018. Rambo V: Last Blood fue estrenada el 20 de septiembre de 2019.

## Argumento
Once años después del incidente de Birmania, el veterano de la Guerra de Vietnam John Rambo vive en Bowie, Arizona, en el rancho de caballos de su difunto padre, que maneja con su vieja amiga, Maria Beltrán, y Gabriela, la nieta de ésta, con quien ha desarrollado un vínculo paternal. Un día, la muchacha le revela a Rambo que Gizelle, una amiga suya, le ha ayudado a encontrar a su padre biológico, Manuel, que se encuentra en México. Rambo y María, tras intentar hacer entender a Gabriela que su padre no la quiere ni se preocupa por ella en absoluto, e incluso fue un esposo violento con la madre de Gabriela, le hacen prometer que no irá a buscarlo. Más tarde, rompiendo su promesa, Gabriela conduce en secreto a México para investigar por qué Manuel abandonó a su madre y a ella años atrás. Gizelle la lleva al departamento de Manuel, donde éste le confiesa crudamente que nunca le preocupó Gabriela o su madre y que por eso las abandonó.
Gizelle lleva a una descorazonada Gabriela a un club local, donde es drogada y secuestrada por agentes de un cartel mexicano. Mientras tanto, María advierte a Rambo de la desaparición de Gabriela en México y este viaja allí e interroga a Manuel y a Gizelle, descubriendo que esta la había vendido para ejercer la prostitución. Gizelle, de mala gana, lleva a Rambo al club donde fue vista por última vez y se enfrenta a El Flaco, el último hombre que habló con ella, a quien tortura para que coopere. Una mujer misteriosa, Carmen Delgado, sigue a Rambo mientras El Flaco lo lleva a la supuesta ubicación de Gabriela, en donde es emboscado, golpeado y marcado por el cartel de los hermanos Hugo y Víctor Martínez. Tras esto, roban su licencia de conducir, así se enteran de la ubicación del rancho y por una foto de Gabriela, a quien Víctor reconoce, comprenden la razón de su visita. El cartel deja ir a Rambo prometiendo maltratar aún más a Gabriela debido a sus acciones.
Carmen oculta a Rambo en su casa, donde lo cuida hasta que se recupera por completo. Mientras tanto, Gabriela es constantemente drogada con heroína y vendida para ser violada repetidamente. Carmen se presenta como una periodista independiente que ha investigado a los hermanos Martínez, ya que son los culpables del secuestro y asesinato de su hermana. Tras pedirle a la periodista la ubicación de Gabriela, Rambo asalta uno de los burdeles del cartel, matando a varios hombres hasta que encuentra a Gabriela drogada y en muy mal estado. En el camino de regreso a casa, Rambo le agradece a Gabriela por darle esperanza durante diez años, antes de que ella muera por sobredosis. Una vez en el rancho, enfurecido, Rambo entierra a Gabriela y envía a una destrozada María lejos, con la promesa de que algún día se volverán a ver. Posteriormente arregla el terreno con trampas, consciente de que el cartel irá a por él, y regresa a México a pedir ayuda a Carmen para encontrar a Víctor. Ella inicialmente se niega, creyendo que no resolverá nada, pero acepta después que Rambo apela a su dolor y frustraciones.
Rambo ataca la casa de Víctor, matando a varios guardias y decapitándolo. En represalia, Hugo lleva a un grupo de sicarios al rancho, donde caen uno a uno víctimas de las trampas. Permitiendo a Hugo sobrevivir hasta el final, Rambo lo mutila y le arranca el corazón. Como consecuencia, un Rambo debilitado se dirige a sentarse en el porche de la casa de su padre; en el camino reflexiona haber vivido en mundo de guerra y muerte, que al volver al rancho había intentado regresar a casa, pero en realidad nunca lo consiguió, reconociendo además que, pese a haber perdido una parte de su mente y su alma en el camino, su corazón siempre estaría allí (mitad junto a su familia y mitad junto a la guerra), prometiendo continuar luchando y mantener vivos los recuerdos de sus seres queridos. 
Durante los créditos, aparecen escenas de las películas anteriores de la saga y al terminar Rambo ensilla su caballo y cabalga hacia el atardecer.

## Reparto
- Sylvester Stallone como John J. Rambo
- Paz Vega como Carmen Delgado.
- Sergio Peris-Mencheta como Hugo Martínez.
- Adriana Barraza como María Beltrán.
- Yvette Monreal como Gabriela Beltrán.
- Genie Kim como el Patrón del bar.
- Óscar Jaenada como Víctor Martínez.
- Marco de la O como Manuel.
- Fenessa Pineda como Gizelle.
- Díana Bermúdez como Juanita.
- Sheila Shah como Alejandra.

## Producción

### Desarrollo
En febrero de 2008, Sylvester Stallone reveló que iba a hacer una quinta película dependería del éxito de la cuarta película, afirmando que se estaba "preparando una" y que sería "bastante diferente". En marzo de 2008, Stallone reveló que estaba "a mitad de camino" escribiendo Rambo V, declarando que no sería otra película de guerra. En febrero de 2009, Stallone reveló que estaba procediendo con la quinta película, pero declaró que "el conflicto es si hacerla en Estados Unidos o en un país extranjero".
En agosto de 2009, Millennium Films dio luz verde a la película con Stallone escribiendo, dirigiendo y protagonizándola. En ese momento, el argumento se centraba en Rambo luchando contra traficantes de personas y narcotraficantes para rescatar a una niña secuestrada cerca de la frontera entre México y Estados Unidos. En septiembre de 2009, Stallone reveló que la película se titularía Rambo V: The Savage Hunt. La película se habría basado libremente en Hunter, de James Byron Huggins, y se habría centrado en Rambo liderando un equipo de élite de fuerzas especiales para cazar y matar a una criatura genéticamente modificada. Nu Image / Millennium Films lanzó un póster y una sinopsis de The Savage Hunt. En noviembre de 2009 se informó que la trama había vuelto a Rambo cruzando la frontera de México, para rescatar a una niña que había sido secuestrada.
En mayo de 2010, Stallone reveló que había "terminado" con el personaje, diciendo: "Creo que Rambo está muy bien hecho. No creo que haya más. Estoy seguro al 99%, lo iba a hacer... pero creo que con Rocky Balboa, ese personaje se completó en un círculo. Él se fue a casa. Pero creo que para Rambo emprender otra aventura podría ser malinterpretado como un gesto mercenario y no necesario. No quiero que eso suceda". En el Festival de Cannes de 2010, Millennium Films y Nu Image anunciaron Rambo V con pósteres y folletos. Después de una entrevista con Stallone para Ain't It Cool News, en la que el director expresó su deseo de terminar con la franquicia, Harry Knowles informó que "luego me dijo que la gente detrás de esos pósteres esencialmente dijo que si Sly no lo hacía - alguien más lo haría. Y Sly parece estar bien con eso".
En 2011, se contrató a Sean Hood para que escribiera un nuevo guion titulado Rambo: Last Stand que Hood describió como "más en línea con el thriller de pueblo pequeño de First Blood". En 2012, Hood reveló que Rambo V estaba en espera mientras Stallone finalizaba The Expendables 2. Hood también reveló su incertidumbre sobre si la película sería similar a Unforgiven o si será un pase de antorcha. En agosto de 2013, se anunció que Entertainment One y Nu Image desarrollarían y producirían una serie de Rambo para televisión con Stallone.
En junio de 2014, la compañía cinematográfica alemana Splendid Films confirmó que Stallone había comenzado a escribir el guion de Rambo V, y Stallone lo describió como su versión de No es país para viejos. En septiembre de 2014, se reveló que la película se titularía Rambo: Last Blood, con Stallone dirigiendo la película.
En 2015, el creador de Stallone y Rambo, David Morrell, desarrolló una historia para Rambo V. Stallone quería un "viaje conmovedor" para el personaje que Morrell describió como una "historia realmente emotiva y poderosa". Stallone dio la idea a los productores, pero ellos querían continuar con la historia de la trata de personas, abandonando la idea de Stallone y Morrell.
En octubre de 2015, Stallone reflexionó sobre la posibilidad de una precuela, diciendo: "Es interesante encontrar los por qué de como las personas se convierten en lo que son. Los traumas, la pérdida y la tragedia de estar en Vietnam serían sin duda un gran desafío para un joven actor, y sería irónico que Rambo dirija al joven Rambo habiéndolo interpretado durante más de veinte años". En 2016, Sylvester Stallone reveló que Rambo V ya no estaba en producción.

### Preproducción
En mayo de 2018, Rambo V fue re-anunciada y estaba programada para comenzar la filmación en septiembre con la trama centrada en que Rambo se enfrentara al cartel de la droga mexicano. Stallone confirmó que estaba coescribiendo el guion con Matt Cirulnick, pero parecía poco probable que la dirigiera. Ese mismo mes, Stallone confirmó que la película se estrenaría en otoño de 2019. En agosto de 2018, Adrian Grunberg fue anunciado como el director. En septiembre de 2018, Adriana Barraza se incorporó al elenco como Maria. En octubre de 2018, Paz Vega, Yvette Monreal, Sergio Peris-Mencheta, Oscar Jaenada y Joaquín Cosío se unieron a la película. 

### Rodaje
La fotografía principal comenzó el 2 de octubre de 2018 en Bulgaria. Anteriormente estaba programada para comenzar el 1 de septiembre de 2018, y antes de eso, el 27 de octubre de 2014, en Shreveport, Louisiana. Adriana Barraza filmó sus escenas en Tenerife (España). El rodaje concluyó el 4 de diciembre de 2018.

## Estreno

### Marketing
En mayo de 2018, Millennium Films llevó el proyecto a Cannes para generar interés y ventas. Stallone verificó que compartiría imágenes y videos del set de la película en su Instagram a medida que la película se acerca a su lanzamiento. En febrero de 2019, Stallone reveló imágenes en su Instagram de la familia adoptiva de Rambo, historia de combate, y las intenciones del personaje de Gabriela de viajar a México para encontrar a su padre. En marzo de 2019, Stallone reveló a través de su Instagram una imagen de Rambo cubierto de sangre y apuntando con su arco característico.
En mayo de 2019, se reveló que Stallone presentaría imágenes exclusivas en Cannes para coincidir con una proyección especial de "primer vistazo" de la película en el Palacio de Festivales y Congresos de Cannes el 24 de mayo de 2019. El primer tráiler fue revelado en Cannes el 24 de mayo de 2019. El avance fue lanzado el 30 de mayo de 2019 y generó comparaciones con Logan y Unforgiven. Se utilizó una versión remezclada de la canción "Old Town Road" para el avance. El 1 de agosto de 2019, Stallone reveló el póster de estreno teatral en su Instagram. El 20 de agosto de 2019, Stallone lanzó el segundo avance en su Instagram. El 4 de septiembre de 2019, Alamo Drafthouse Cinema anunció que organizaría una maratón de las cinco películas de Rambo para conmemorar el lanzamiento de Rambo: Last Blood. Deadline Hollywood informó que los costos de P&A fueron inferiores a $30 millones.

### Cines
Rambo: Last Blood fue lanzada en cine en los Estados Unidos el 20 de septiembre de 2019. Dadi compró los derechos de distribución chinos y aceptó un acuerdo de cofinanciación de ocho cifras. El 30 de julio de 2019, la MPAA le asignó a la película una calificación R.

### Versión alternativa
Lionsgate lanzó dos montajes cinematográficos de Rambo: Last Blood, que varían según el país. En Estados Unidos, Reino Unido y Canadá, la película dura 89 minutos; en Australia, México, Suecia, Brasil, Alemania y Finlandia, dura 101 minutos. La última versión contiene varias escenas eliminadas y una apertura alternativa, que dura aproximadamente 10 minutos:

Comienza en una tormenta en medio de un rescate: 3 excursionistas desaparecidos en peligro de quedar atrapados en una inundación. La policía dice que tienen que detener la búsqueda ya que se está volviendo demasiado peligroso y preguntan dónde está el voluntario a caballo. Luego nos presentan a Rambo en el bosque que rastrea a los excursionistas, encuentra a una niña muerta y luego más abajo encuentra a los otros dos. Él está tratando de sacarlos, pero un chico no se irá sin su esposa. Rambo le dice que está muerta, pero él se escapa, el agua de la inundación comienza a descender y Rambo se ata a sí mismo y a la niña a una roca mientras la corriente inicial de agua cae sobre ellos. Luego regresa a la base con la niña y ve al tipo que se escapó cargando su bolsa para cadáveres en una ambulancia que desencadena su trastorno de estrés postraumático, la niña le agradece y Rambo regresa a casa y tiene una conversación con la anciana que vive en la casa sobre cuando regresó y cómo su padre solía sentarse en la mecedora afuera. Luego entra en los túneles claramente molesto por los eventos y pone un CD (The Doors). ... Cuando tiene flashbacks de TEPT en los túneles, se intercala con el caminante muerto.

Después de la apertura alternativa, la película corta a Rambo en su rancho, ya que comienza en países seleccionados de América del Norte.

### Versión doméstica
Rambo: Last Blood se lanzó en Digital el 3 de diciembre de 2019, y se lanzó en 4K UHD, Blu-ray y DVD el 17 de diciembre de 2019. Best Buy lanzó un steelbook exclusivo para el lanzamiento 4K UHD. En ventas en DVD "Rambo Last Blood" vendió $9,900,033 y en Blu-ray $16,493,457, un total de $26,393,490.

## Recepción

### Taquilla
Rambo: Last Blood recaudó $44.8 millones en los Estados Unidos y Canadá, y $46,6  millones en otros territorios, para un total mundial de $91,4 millones, contra un presupuesto de producción de $50 millones.
En los Estados Unidos y Canadá, la película se estrenó junto a Ad Astra y Downton Abbey, y se proyectaba que recaudaría entre $23 y $25 millones de 3618 salas en su primer fin de semana. La película ganó $7.17 millones el viernes, que incluyó $1.3 millones de los avances de la noche del jueves. Luego debutó con $19 millones, terminando tercero y marcando la segunda mejor apertura de la serie. La película ganó $8,6 millones en su segundo fin de semana y $3,6 millones en el tercero, terminando sexto y octavo, respectivamente. El 26 de junio se estrenó en Japón a recaudado hasta la fecha $3,4 millones de dólares.

### Crítica
El sitio web de agregadores de revisiones Rotten Tomatoes informa una calificación de aprobación del 26%, con una calificación promedio de 4.00/10, basada en 171 revisiones. El consenso crítico del sitio web dice: "Al igual que las secuelas que lo precedieron, Rambo: Last Blood se contenta con permitirse la violencia sangrienta a expensas de la historia alguna vez conmovedora de su personaje principal". Metacritic dijo que la película recibió "críticas generalmente desfavorables", con un promedio ponderado general de 26 de 100, basado en 31 críticas. El público encuestado por CinemaScore le dio a la película una calificación promedio de B en una escala de A + a F, mientras que aquellos en PostTrak le dieron un promedio de 3.5 de 5 estrellas y una "recomendación definitiva" del 56%.
La representación del personaje de Rambo fue puesta bajo escrutinio. Escribiendo para Los Angeles Times, Kenneth Turan le dio a la película 3 de 4 estrellas y fue complementario del "examen sorprendentemente melancólico" de la historia de Rambo: "Claro, Rambo es convincente cuando termina diciéndole a la gente mala: "Voy a te duele mucho", pero también hay una especie de fragilidad que nos hace temer que las personas le hagan daño". Peter Debruge escribió una crítica negativa para Variety: "Este personaje es un desastre de contradicciones, que representa por un lado, el daño permanente que el servicio militar puede causar en el alma de uno, al mismo tiempo que sugiere cómo es el soldado ideal". Calificando la película 4.5 de 10 para IGN, Witney Seibold se lamentó: "Un personaje que originalmente estaba destinado a pararse como símbolo del daño que la guerra puede causar a un soldado ahora se recuerda mejor como una ametralladora humana inmortal", pero acreditó a Stallone con " [logrando] dar una actuación tan emotiva como la parte lo justifica".
El guion de Stallone y Matthew Cirulnick alcanzó reacciones desfavorables. En una crítica negativa para The Hollywood Reporter, Frank Scheck dijo que "se siente completamente descartado y genérico, más parecido al piloto de una serie de televisión Rambo que a un envío apropiado", pero acreditó a Stallone con "[mantener] una franquicia a flote". Katie Walsh, del Chicago Tribune, quien le dio a la película 1 de 4 estrellas, calificó el guion como "apenas un guión" y la escritura perezosa; Agregó que los escritores de cuentos Stallone y Dan Gordon "intercambian imágenes cargadas en lugar de, ya sabes, escribir personajes que expresen completamente el espectro de la moral humana". William Bibbiani de Bloody Disgusting dijo que el guion "se ha reducido a sus denominadores comunes más bajos, estableciendo personajes rápidamente y luego empujándolos a una trama simplista (es decir, simplista incluso para los estándares de Rambo)", y calificó la película con 1.5 de 5. Eric Kohn calificó la película como D + para IndieWire y dijo que Stallone como coguionista "hace un trabajo decente al generar empatía por Rambo a través de gestos furtivos, pero Last Blood se va por la borda para demostrar que ha intentado ser un hombre mejor". Mientras que muchos llamaron a la trama del derivado de Last Blood de Taken, el crítico basado en la web James Berardinelli lo llamó "una variante de Death Wish con algunas devoluciones a la construcción de trampas de First Blood".
Los críticos informaron estar horrorizados por la brutalidad de las escenas de acción, y algunos compararon su cantidad de sangre con la de una película slasher. Berardinelli dijo: "El recuento de cuerpos es increíblemente alto y los métodos de muerte son dignos de una secuela de Halloween o Viernes 13", y le dio a la película 1 de 4 estrellas. Debruge calificó la violencia como "una horrible carnicería desgarradora para presenciar y, sin embargo, se ha calibrado para provocar gritos y vítores de los fanáticos, que han seguido fielmente a medida que Rambo evolucionó". Vince Mancini, de Uproxx, dijo: "Es tan realmente horrible que estoy convencido de que hay videos de carteles de la vida real que celebran la tortura de rivales que son menos sangrientos", pero recomendó la película como una visita obligada. Por el contrario, Johnny Oleksinski, del New York Post, dijo: "Rambo: Last Blood presenta lo que es fácilmente la escena cinematográfica más violenta del año. Es increíble", pero sintió que la narración, el drama y la historia trillada podrían haber sido eliminados. Duncan Bowles de Den of Geek le otorgó 3 de 5 estrellas, escribiendo: "Si no eres el tipo de persona que quiere llorar de alegría al ver a Rambo preparándose, disparando un arco o aparejando trampas explosivas, entonces la película realmente no es para ti, pero si buscas una exhibición sólida de la carnicería de un personaje que amas, entonces hay una gran oferta". Muchos vieron el clímax de Last Blood como similar al de Home Alone, que, por el contrario, tiene una clasificación PG.
La representación de un crimen infestó a México y la representación estereotípica de la mayoría de los mexicanos y latinos como delincuentes llevó a los críticos a acusar a la película de racismo, xenofobia y complacencia a los partidarios de la presidencia de Trump. Peter Bradshaw de The Guardian calificó a Last Blood como una "próstata de película enormemente agrandada [que] solo puede hacer que te estremezcas con su geronto-ultraviolencia mal actuada, sus fantasías Trumpianas de violadores mexicanos e hilarantemente insegura frontera de Estados Unidos, y su entusiasmo grosero por los ataques de venganza por violación", dándole 1 de 5 estrellas. Seibold escribió: "Entiendo que las películas de Rambo rara vez han sido bastiones de unión cultural, pero en 2019, estos amplios estereotipos son ofensivos y anticuados y francamente irresponsables". Kohn escribió: "En el entorno cultural hipersensible de 2019, la representación de asesinos Los jefes criminales mexicanos y sus esclavas sexuales que se encogen de miedo y se encuentran con un salvador blanco literal no son tan fáciles". El crítico de cine mexicano Gerardo Valero, un "corresponsal lejano" de RogerEbert.com, también criticó el uso de la duplicación de España para México, y que era "imposible no reírse de este grupo de actores españoles que intentaban sonar mexicanos maldiciendo con cualquier otra palabra con este acento extraño". También escribió: "Si esta película no fuera tan tonta, probablemente habría encontrado todo esto ofensivo". Al abordar las quejas sobre los villanos estereotipados, Bowles escribió: "Los villanos podrían construirse a partir de la tensión estereotípica del mal puro de los años pasados, pero su reprensibilidad es lo que hace que la retribución explosiva funcione y la violencia, a pesar de algunos momentos especialmente sombríos, nunca se desvía al extremo del estómago revuelto desde la parte IV".
David Morrell, creador del personaje de Rambo y autor de la novela First Blood, tuiteó que no le gustaba Last Blood, calificándola como "un desastre" y sintiéndose "avergonzado de tener mi nombre asociado". Morrell luego le dijo a Newsweek:

Me sentí degradado y deshumanizado después de dejar el teatro. En lugar de ser emotivo, esta nueva película carece de uno. Sentí que era menos un ser humano por haberlo visto, y hoy ese es un mensaje desafortunado ... [Trackdown] es típico de las películas de "grindhouse" de explotación ultra violenta de los años 70, cuya técnica se parece a Rambo: Last Blood. Los sets aquí parecen baratos. La dirección es incómoda. ... Rambo podría llamarse John Smith, y la película no cambiaría. Asume que la audiencia está familiarizada con los antecedentes de Rambo, mientras que cualquier persona menor de 40 años se preguntará qué demonios está pasando con esos túneles.

## Futuro
Durante Cannes 2019, Stallone dijo que continuaría interpretando a Rambo si la quinta película tenía éxito. Grunberg, sin embargo, dijo que Rambo: Last Blood "cierra el círculo", con la esperanza de que concluya la serie de películas. En septiembre de 2019, Stallone confirmó que tiene planes para una precuela de la serie; aunque no repetiría el papel principal, le gustaría explorar quién era Rambo antes de la guerra:

Siempre pensé en Rambo cuando tenía 16 o 17 años, espero que puedan hacer la precuela, fue la mejor persona que pudiste encontrar. Él era el capitán del equipo; él era el niño más popular en la escuela; super atleta. Era como Jim Thorpe, y la guerra es lo que lo cambió. Si lo viste antes, era como el chico perfecto.

En septiembre de 2019, Stallone había expresado interés en que Rambo se refugiara en una reserva india para una potencial sexta película. En junio de 2020, Stallone explicó brevemente la idea, afirmando: "Si alguna vez hiciera otra, creo que volvería a la reserva india en la que creció porque tiene familia india".